# Athletic Club Sparta Praha fotbal 2013-2014
Questa voce raccoglie le informazioni riguardanti l'Athletic Club Sparta Praha fotbal nelle competizioni ufficiali della stagione 2013-2014.

## Stagione
Alla prima uscita europea lo Sparta Praga si fa estromettere dall'Hacken (2-3). Già ad agosto i granata restano in corsa solamente per le competizioni nazionali. Quest'anno in campionato lo Sparta Praga ha una marcia in più rispetto al Viktoria Pilsen, club con il quale si sta spartendo la lotta al titolo negli ultimi anni: lo 0-0 alla quinta giornata porta entrambe le squadre a 13 punti, avvicina lo Slovan Liberec (12) e il Teplice (11). All'ottavo turno lo Slovan Liberec ferma sull'1-1 il Viktoria Pilsen: ne approfitta lo Sparta che guadagna la testa della classifica. All'undicesima giornata lo Sparta Praga stacca nettamente gli inseguitori (su tutti un ancora imbattuto Viktoria Pilsen, a -6) e s'invola verso il titolo. Nel turno successivo cade per la prima volta il club di Pilsen, in casa del Teplice, che raggiunge il secondo posto. A metà campionato i praghesi vantano un +5 sul Viktoria Plzeň e al momento sono l'unica squadra ancora imbattuta. I granata tengono il vantaggio fino alla diciannovesima giornata, quando il Viktoria perde nuovamente contro lo Sparta a Praga (1-0, Prykril). Alla ventisettesima giornata, lo Sparta Praga rimedia il primo ko in campionato: 3-1 a Teplice. Nella giornata successiva, col 5-0 sul Sigma Olomouc lo Sparta Praga torna a vincere il campionato ceco - che non arrivava dal 2010 - chiudendo il torneo con un vantaggio di 13 punti sul Viktoria Pilsen.
In Coppa i praghesi superano Zlin (0-1), Znojmo (3-5), Dukla Praha (2-3), Jablonec (3-5) e in finale sconfiggono ancora il Viktoria Pilsen (1-1, 8-7 ai rigori). Completano così un double campionato-coppa che non arrivava dal 2007.
I successi dello Sparta Praga, sono arrivati grazie al duo offensivo Lafata-Hušbauer (secondo e primo nella classifica marcatori, rispettivamente con 16 e 18 gol), all'esperienza di Matějovský, al talento di giocatori come Vaclík, Vácha, Krejčí, Kadeřábek e alla classe di Dočkal, capace di servire 20 assist in 25 sfide di campionato.

## Calciomercato
Il 2 dicembre 2013 il nazionale ceco Tomáš Ujfaluši si ritira dal calcio: aveva firmato un contratto col lo Sparta Praga a luglio, arrivato dal Galatasaray, ma non aveva ancora disputato alcun incontro ufficiale con il club.
Vengono ceduti Holý (in prestito prima all'FC Graffin Vlašim, poi a gennaio 2014 al Viktoria Pilsen fino a luglio 2015), Deli (in prestito al České Budějovice), Pamić (ceduto in prestito fino a gennaio al Chievo e da gennaio a luglio 2014 al Siena), Zápotočný (Pribram), Vidlička (Sigma Olomouc), Hovorka (fino a gennaio resta nelle giovanili del club, nel gennaio 2014 è ceduto a titolo definitivo al Hradec Králové), Jánoš (Vysocina Jihlava), Skalak (ceduto allo Zbrojovka Brno in prestito stagionale), Podany (in prestito all'AEL Kalloni), Pablo Gil (in prestito al Caudal), Zeman (in prestito all'FK Senica fino a gennaio 2014, da gennaio 2014 in prestito al Pribram), Jarošík (Deportivo Alavés), Balaj (allo Jagiellonia Białystok in prestito oneroso fissato a € 50.000), Kadlec (all'Eintracht Francoforte in cambio di € 3,2 milioni) e Kweuke (al Caykur Rizespor in cambio di € 850.000).
Vengono acquistati Jindřich Staněk (dalle giovanili), Erich Brabec (ritorna dal prestito al Brno), Nhamoinesu (Zagłębie Lubin), Pauschek (dallo Slovan Bratislava per € 480.000), Breznanik (Amkar Perm'), Konaté (riscattato dall'Africa Sports a fine prestito), Matoušek (arriva delle giovanili), Vacek (in prestito stagionale dal Chievo), Schick (dalle giovanili), Sykora (dalle giovanili), Mareček (dall'Anderlecht per € 1,1 milioni), Julis (dalle giovanili), e nel gennaio 2014 Krátký (in prestito dal Teplice) e Svenger (ceduto in prestito al Graffin Vlasim nel settembre 2013, ritorna nel gennaio 2014).
Una menzione a parte merita il ritorno a Praga del centrocampista offensivo della Nazionale ceca Bořek Dočkal: ex Slavia Praga e Slovan Liberec, arrivato per una cifra non definita dai norvegesi del Rosenborg, Dočkal è, per distacco, il miglior acquisto dello Sparta Praga in questa stagione e le sue qualità, in particolare i 20 assist fatti registrare in questa stagione, hanno consentito alla società di elevare il proprio livello sia in questa stagione sia negli anni seguenti, ritornando a vincere dei titoli che mancavano da diversi anni.

## Rosa
| N. |                           | Ruolo | Calciatore       |
| -- | ------------------------- | ----- | ---------------- |
| 1  | Rep. Ceca (bandiera)      | P     | Marek Čech       |
| 4  | Rep. Ceca (bandiera)      | D     | Ondřej Švejdík   |
| 5  | Rep. Ceca (bandiera)      | D     | Jakub Brabec     |
| 6  | Rep. Ceca (bandiera)      | A     | Tomáš Přikryl    |
| 7  | Rep. Ceca (bandiera)      | C     | Jakub Podaný     |
| 8  | Rep. Ceca (bandiera)      | C     | Marek Matějovský |
| 9  | Rep. Ceca (bandiera)      | C     | Bořek Dočkal     |
| 11 | Rep. Ceca (bandiera)      | D     | Lukáš Mareček    |
| 15 | Croazia (bandiera)        | A     | Jiří Skalák      |
| 16 | Rep. Ceca (bandiera)      | C     | Pavel Kadeřábek  |
| 17 | Rep. Ceca (bandiera)      | A     | Kamil Vacek      |
| 18 | Costa d'Avorio (bandiera) | C     | Tiémoko Konaté   |
| 19 | Rep. Ceca (bandiera)      | D     | Matěj Hybš       |
| 21 | Rep. Ceca (bandiera)      | A     | David Lafata     |
| 22 | Rep. Ceca (bandiera)      | C     | Josef Hušbauer   |
| 23 | Rep. Ceca (bandiera)      | C     | Ladislav Krejčí  |

| N. |                       | Ruolo | Calciatore       |  |
| -- | --------------------- | ----- | ---------------- |  |
| 24 | Rep. Ceca (bandiera)  | C     | Lukáš Mareček    |  |
| 25 | Rep. Ceca (bandiera)  | C     | Mario Holek      |  |
| 27 | Rep. Ceca (bandiera)  | D     | Roman Polom      |  |
| 28 | Rep. Ceca (bandiera)  | D     | Martin Matoušek  |  |
| 29 | Rep. Ceca (bandiera)  | A     | Roman Bednář     |  |
| 26 | Zimbabwe (bandiera)   | D     | Costa Nhamoinesu |  |
| 31 | Rep. Ceca (bandiera)  | P     | Tomáš Vaclík     |  |
| 37 | Slovacchia (bandiera) | C     | Peter Grajciar   |  |
| 38 | Rep. Ceca (bandiera)  | C     | Aleš Čermák      |  |
| 49 | Rep. Ceca (bandiera)  | C     | Patrik Schick    |  |
| -  | Rep. Ceca (bandiera)  | C     | Marek Krátký     |  |
| -  | Rep. Ceca (bandiera)  | D     | Lukáš Pauschek   |  |
| -  | Rep. Ceca (bandiera)  | C     | Jan Sýkora       |  |
| -  | Rep. Ceca (bandiera)  | P     | Jindřich Staněk  |  |
| -  | Rep. Ceca (bandiera)  | A     | Lukáš Juliš      |  |